# Wallenbergstiftelserna
Wallenbergstiftelserna är samlingsnamnet för de 16 allmännyttiga stiftelser som grundats och vars kapital donerats av – eller bildats genom insamling till hedrande av – medlemmar i familjen Wallenberg.
Stiftelserna finansierar excellenta forskare och forskningsprojekt med landsgagneligt fokus och har de senaste 10 åren anslagit drygt 17 miljarder kronor och närmare 33 miljarder kronor sedan grundandet. De tre största stiftelserna beviljade 2,2 miljarder kronor under 2018. Stiftelsernas fokus ligger främst på medicin, teknologi och naturvetenskap, men de stödjer även samhällsvetenskap, humaniora och arkeologi.

## Kretsloppet
De tre största stiftelserna – Knut och Alice Wallenbergs Stiftelse, Marianne och Marcus Wallenbergs Stiftelse och Stiftelsen Marcus och Amalia Wallenbergs Minnesfond – äger gemensamt det onoterade bolaget FAM AB som har fokus på att förvalta och utveckla sina direktägda innehav och att agera som en aktiv ägare med en långsiktig ägarhorisont. De tre stiftelserna har även betydande innehav i det noterade bolaget Investor AB, som är en ledande ägare av internationella bolag, varav merparten med svenska rötter.
Det är det aktiva engagemanget i dessa bolag som ligger till grund för familjen Wallenbergs åtaganden, och det är det långsiktiga arbetet med de ingående internationellt verksamma bolagen och deras framgångar som möjliggör för stiftelserna att dela ut drygt 2,2 miljarder kronor per år till svensk forskning och utbildning. Innehavens utdelningar går till forsknings- och utbildningsanslag som avser att stärka Sverige över tid.

## Stiftelserna
De största stiftelserna är:
- Knut och Alice Wallenbergs Stiftelse
- Marianne och Marcus Wallenbergs Stiftelse
- Stiftelsen Marcus och Amalia Wallenbergs Minnesfond
- Berit Wallenbergs Stiftelse
- Jacob Wallenbergs Stiftelse, Särskilda Fonden
- Stiftelsen för Rättsvetenskaplig Forskning
- Tekn. dr Marcus Wallenbergs Stiftelse för utbildning i internationellt industriellt företagande
- Marcus Wallenbergs stiftelse för internationellt vetenskapligt samarbete
- Ekon. dr Peter Wallenbergs Stiftelse för Ekonomi och Teknik
- Ekon. dr Peter Wallenbergs Stiftelse för entreprenörskap och affärsmannaskap
- Stiftelsen för ekonomisk historisk forskning inom bank och företagande
- Peter Wallenberg water for all foundation